# Hanna Marusava
Hanna Marusava (8 januari 1978) is een Wit-Russische boogschutster.

## Carrière
Marusava nam deel aan de Olympische Zomerspelen in 2000 en 2004. In 2007 werd ze derde in de World Cup-wedstrijd van Varese. Ze nam ook deel aan de wereldkampioenschappen in 2009, 2013, 2015 en 2019. In 2009 geraakte ze tot in de derde ronde door Plamena Mitkina en Maja Jager te verslaan, maar verloor ze van Jiani Zhu. In 2013 geraakte ze tot in de tweede ronde. Ze versloeg Zuzana Panikova maar verloor van Claudia Mandia. Ze werd met het landenteam tweede dat jaar. In 2015 geraakte ze niet voorbij de eerste ronde, waarin ze verloor van de Turkse Yasemin Anagoz. In 2019 won ze van Mariana Avitia, maar ze ging er de volgende ronde uit tegen Tatiana Andreoli.
Daarnaast won Marusava twee keer zilver met haar land op de Europese Spelen, in 2015 en 2019.

## Erelijst

### Wereldkampioenschap
- 2013:  Belek (team)

### World Cup
- 2007:  Varese (individueel)

### Europese Spelen
- 2015:  Bakoe (team)
- 2019:  Minsk (team)